# بربارة عبديني مسعد
بربارة عبديني مسعد(ولدت في ال15 من مارس 1970 في بيروت ب لبنان) هي كاتبة لبنانية أمريكية، مؤلفة كتب طهي  ومصورة  واستشاري تغذية ومقدمة برامج تليفزيونية.
هي مؤلفة عدة كتب من ضمنها الكتب الحائزة علي جوائز: Man’oushé: Inside the Street Corner Lebanese Bakery (Alarm 2005/Massaad 2009) and Mouneh: Preserving Foods for the Lebanese Pantry (Massaad 2010)

و تمت ترجمة Man’oushé إلي الفرنسية و Mouneh إلي العربية.

## حياتها السابقة
ولدت بربارة في بيروت بلبنان وانتقلت الي فلوريدا ب الولايات المتحدة الامريكية في سن مبكرة واكتسبت خبرة الطهي أثناء مساعدتها لأبيها، وهو مصور محترف، في المطعم اللبناني الذي تمتلكة العائلة في مدينة Fort Lauderdale بفلوريدا.
بعد عودتها الي لبنان في 1988, التحقت بالجامعة وحصلت علي درجة البكالوريوس في التسويق الأعلاني.

## حياتها المهنية
عملت بربارة لصالح عدة مؤسسات وبعد ذلك تدربت مع طهاة في مطاعم لبنانية والإيطالية وفرنسية.
في 2006, انضمت الي Slow Food Movement هي منظمة تعزز الحفاظ علي التقاليد الغذائية المحلية والتنوع البيولوجي والأنتاج الغذائي المحدود حول العالم.
و هي واحدة من الأعضاء المؤسسين لمنظمة Slow Food بيروت ومندوبة لمجموعة Terra Madre الدولية.
قامت بتمثيل لبنان عام 2007 في كونغرس Slow Food النصف سنوى العالمي في بويبلا ب المكسيك.
في 2012, قامت بربارة بكتابة كتابها الأول Man’oushé: Inside the Street Corner Lebanese Bakery وهو حول طريقة عمل الMan’oushé  ويحتوي الكتاب علي 70وصفة للفطائر اللبنانية من ضمنها أصناف نموذجية موجودة في المخابز ولكن يمكن أيضا اعدادها بالمنزل.يحتوي الكتاب أيضا علي صور وقصص حول رحلتها في لبنان، تم إنشاء الكتاب بالتعاون مع ريموند يزبك.
أما كتابها الثاني Mouneh: Preserving Foods for the Lebanese Pantry
 وهو حول طرق الحفظ اللبنانية التقليدية للفاكهة والخضار والأعشاب والمنتجات الحيوانية متضمنا مجموعة من الوصفات والصور والقصص المصاحبة.
بعد ذلك قامت بكتابة كتابها Mezze: A Labor of Love ويحتوي على وصفات لطريقة عمل أطباق المزة اللبنانية التقليدية، تم تزويدة بالرسوم بواسطة باسكال هاريس ويعرض تراث الطهي اللبناني.
قامت بربارة بتقديم برنامج تليفزيزني اسبوعي علي القناة اللبنانية الدولية LBCI علي Helwi بيروت، عارضة جولات للطهي في أرجاء لبنان مركزة علي الأكلات المحلية وتقوم بعمل مقابلات وتقوم بالطهي مع طهاة محليين ومنتجين وربات منزل ومزارعات.
بعد زيارتها لمخيم للاجئين سوريا في 2016, قامت بربارة بنشر كتاب طهي Soup for Syria وخصصت الأرباح من المبيعات لدعم اللاجئين  وكذلك بالنسبة لوصفتها الخاصة، فالكتاب يحتوي على وصفات لحساء تبرع بها عدد من الطهاة المعروفين.
لقد قامت بربارة بأنشاء محفظة واسعة من صور للأطفال. وقد تمت طباعة هذة الصور في الصحافة المحلية والمجلات العالمية.

## حياتها الشخصية
عاشت بربارة حياتها في بيروت مع زوجها سيرج مسعد ولديها ثلاثة أطفال: ألبرت وماريا وسارة.
تجيد بربارة وتتحدث اللغة الأنجليزية والفرنسية والعربية بطلاقة.

## جوائز وأوسمة
- فائزة بجائزة the Gourmand Cookbook Award 2013 [9]
- فائزة بجائزة Prix de la Littérature Gastronomique"2010"
- فائزة بجائزة the Gourmand Cookbook Award 2010 [10]
- فائزة بجائزة the Gourmand Cookbook Award 2008 [11]

## وصلات خارجية
- Official website
- Barbara Abdeni Massaad on Twitter
- My Culinary Journey through Lebanon
- Man’oushé – The Lebanese thyme Pie
- My Culinary Journey through Lebanon Facebook Fan Page